# Castanopsis amabilis
Castanopsis amabilis là một loài thực vật có hoa trong họ Fagaceae. Loài này được W.C.Cheng & C.S.Chao mô tả khoa học đầu tiên năm 1963.